# Marcel Planiol
Marcel Ferdinand Planiol (Nantes, 23 de septiembre de 1853 - París, 31 de agosto de 1931) fue un abogado francés, profesor de Derecho Civil e Historia del Derecho en la Universidad de Rennes y en la Universidad de París. Con Raymond Saleilles (1855-1912) y François Gény (1861-1959), fue uno de los tres renovadores del Derecho Civil francés en la Belle Époque. Fue el autor del Tratado Elemental de Derecho Civil. Es considerado uno de los juristas más influyentes del Derecho continental contemporáneo.

## Biografía
Planiol siguió estudios clásicos en la escuela de Nantes (futura escuela Clemenceau), después de lo cual se le concedió el premio de Filosofía en el concurso general del departamento en 1872. En 1877 se graduó en Derecho con mención honrosa. En 1879 se matriculó como abogado en el Colegio de Abogados de París. El mismo año, Planiol se convirtió en doctor en Derecho, el 10 de julio de 1879, bajo la presidencia de Accarias. Su tesis doctoral se tituló «Los beneficios otorgados a los herederos del Derecho Romano y el beneficio de inventario en la legislación francesa».
En 1880 Planiol obtuvo el tercer lugar de diez ganadores en el concurso único de agregación de Derecho (antes de la división entre Derecho Público y Privado) entre 48 candidatos. Su primer cargo docente lo llevó a Grenoble, donde enseñó durante dos años Derecho Civil  así como Derecho Romano (un curso de Pandectes) y de Derecho Fiscal (registro). En 1882 Planiol regresa a su Bretaña natal donde fue nombrado profesor de Derecho Civil en la Universidad de Rennes. Una vez más enseña Derecho Civil hasta 1887, así como un curso de Historia del Derecho en la dirección de los doctorantes. En ese momento, Planiol trabajó en una revisión crítica de legislación y jurisprudencia francesa. En 1896 fue nombrado como profesor de Derecho Civil. Primero se dirigió hacia los trabajos de Historia del Derecho, como por ejemplo, «Estudio sobre las sucesiones feudales en Bretaña» (1888) y «Las apropiaciones prohibidas en la antigua provincia de Bretaña» (1890). En 1887, su creciente reputación como un maestro le permitió ser llamado a la Universidad de París,  donde primero ofrece lecciones menores, tales como un curso de Pandectes, otro de Legislación Industrial (antecedente del Derecho Laboral) y un curso de Derecho Penal parte especial. A partir de 1889, Planiol contribuyó con la Enciclopedia Berthelot, una de las dos grandes enciclopedias del siglo XIX junto con la enciclopedia Larousse. La lectura de las diferentes entradas que redacta en esta ocasión le permite comprender los fundamentos del sistema de Derecho Civil que predicará diez años más tarde en su Tratado elemental: un Derecho completo basado en la culpa como fuente de toda norma legal, retomando el sistema ultra-subjetivo que ya había sido descrito por Ihering en su «Espíritu de Derecho Romano» y desarrollando la apología de la filosofía individualista y liberal. Sus ideas son tan revolucionarias que contradicen la nueva mirada hacia las cuestiones sociales, ampliamente difundidas en la época, incluyendo los ideales socialistas.
El mismo año, recibe el Precio Odilon Barrot de la Academia de las ciencias morales y políticas al concurso abierto relativo al Derecho público y privado de Bretaña.
Profesor adjunto desde 1893, Planiol sucedió a Charles Beudant, quien fuere su profesor cuando estudiaba en París, en una de las seis sillas de Derecho Civil de la Facultad de París en 1895. Este hecho, para el civilista que nunca dejó de ser, es la consagración como maestro. El mismo año recibió el Premio Odilon Barrot de la Academia de Ciencias Morales y Políticas en el concurso abierto sobre Derecho Público y Privado de Bretaña.

## Personalidad
La personalidad de Planiol en el contexto de la ciencia jurídica francesa se caracteriza por romper con el método utilizado por la Escuela de la exégesis. En vez de seguir servilmente el articulado del código, elabora un verdadero sistema superador del exclusivismo de la lógica, en donde tiene cabida la consideración de los antecedentes históricos, las opiniones doctrinales, la jurisprudencia, los factores sociales y la legislación comparada. Estos rasgos, característicos de un miembro de la escuela científica francesa como Planiol, coinciden en parte con los de Gény y denotan, en cuanto a su finalismo, la marcada influencia de Ihering sobre él.

## El Tratado Elemental
El 2 de octubre de 1899 aparece el primero de los tres volúmenes de su obra cúlmine: «Tratado Elemental de Derecho Civil», cuya numeración sigue cada año de la carrera de Derecho y está destinado principalmente a los estudiantes. La primera edición es de 1899 a 1901 y ocho ediciones se publicaron hasta 1920. El objetivo declarado en el prefacio es hacerles más fácil la comprensión del Derecho, realizando un acabado estudio de los conceptos, materia por materia, en vez de seguir el orden establecido en el código, por lo que esta forma de estudio es bastante más comprensible si se la compara con la obra de Domat, «Las Leyes civiles en su orden natural» (1689). En ambos casos se trata de «restaurar el orden» de alguna manera en una disciplina, el Derecho, considerada incomprensible debido a la falta de jerarquía entre los principios y sus excepciones, junto con devolver el gusto por estudiar a los alumnos que se vuelven hacia esta disciplina cada vez más a menudo. Por un lado, Domat cree que se debe volver a los principios del Derecho en un país como Francia, jurídicamente dividido entre la aplicación del Derecho Romano al sur del Loira y la fuerza de las costumbres en el norte (es decir, se propone «retorcerle el cuello» a un famoso pensamiento de Blaise Pascal –el famoso jansenista de Port Royal–: «La verdad de este lado de los Pirineos, error más allá»), Planiol se propone volver al Derecho vivo, que se encuentra en la jurisprudencia y el Derecho comparado, que incorpora el Derecho Romano eterno más allá de la codificación que esclaviza la materia en una rígida camisa de fuerza. En ambos casos, el eterno Derecho Romano permite satisfacer el cartesianismo francés, más allá de la relatividad de las costumbres del jansenista Domat, más allá del código para el laico republicano Planiol. En cuanto a las fuentes, si Domat saca «su» Derecho Romano de las Institutas de Gayo y del Digesto de Justiniano, Planiol lo hace del pandectisme alemán, que reúne un siglo de investigación de Savigny a Mommsen y que Ihering supo llevar al grado más alto de la perfección. En efecto, la búsqueda por el Derecho Romano eterno, en la pureza de sus principios, por fin fue liberada de las escorias romanistas de la Edad Media, los casuistas exegetas de Europa aprendieron que no es el único objetivo que se propuso perseguir la escuela pandectista alemana. Antes de la codificación de 1896 dirigida por Windscheid, les hizo falta a los alemanes un siglo de adaptación del Derecho Romano a sus costumbres contemporáneas para encontrar «el espíritu del Derecho Romano», en palabras de Ihering, y forjar un cuerpo de normas comunes que la unificación política, aún no materializada, les prohibió hacerlo antes del arribo a Alemania de Otto von Bismarck y del genio militar de Helmuth von Moltke, que, como Domat, propone volver a los principios; a los «elementos del Derecho Civil», ocultos por el «Código Civil» y califica muy naturalmente en su tratado de elemental.
El éxito es inmediato y la obra va a destronar el compendio de Baudry-Lacantinerie, por ese entonces muy popular, y cada una de las nuevas ediciones actualizadas por el autor será la confirmación del entusiasmo de los estudiantes por el «método» de Planiol. Él mismo asegurará ocho actualizaciones, antes de dejarle las riendas a su colaborador, Georges Ripert.
Los dos civilistes publicaron también juntos un Tratado teórico y práctico de Derecho Civil y les confiaron su redacción de cada uno de los tomos a los jóvenes catedráticos prometedores (René Savatier, por ejemplo). Después de varios duelos sucesivos en su familia (su hija Antoinette de 20 años, su hijo Jean, muerto en Francia), Planiol dejó la enseñanza, a pesar de retirarse oficialmente en 1923.

### De Planiol
- «La Très ancienne coutume de Bretagne» (La muy antigua costumbre de Bretaña, 1894).
- «Traité élémentaire de Droit Civil» (Tratado elemental de Derecho Civil –11 volúmenes–, 1901-1902).
- «Histoire du Droit Breton» (Historia del Derecho Bretón).
- «Histoire des Institutions de la Bretagne» (Historia de las Instituciones de Bretaña, 4 volúmenes, 1895).

### Sobre Planiol
- Babert, Gilles (2002). Le système de Planiol: bilan d'un moment doctrinal. Université de Poitiers. p. 595.

- Datos: Q3289298